# Васиљ Гаћеша
Василије Васиљ Гаћеша (Влаховић, код Глине, 1. новембар 1906 — Брубно, код Глине, 29. април 1942), учесник Народноослободилачке борбе и народни херој Југославије.

## Биографија
Рођен је 1. новембра 1906. године у селу Влаховић код Глине на Банији. Потиче из сељачке породице. Још као дечак од осам година остао је без оца. Иако је његов брат Ђуро био старији, имање је водио Васиљ. Већ као младић познат је као отресит и одлучан, често се сукобљавао са жандарима. Још пре Другог светског рата, Васиљ се дружио с комунистима свог краја, па је и због тога често прогањан од тадашњих власти.
Капитулација југословенске војске затекла га је у Шибенику у чину резервног артиљеријског поднаредника. Гаћеша је успео да се, преко Босне, врати кући и донесе две ручне бомбе. Већ у априлу и мају 1941. године, жандари и усташе га сваког дана траже, али им он измиче, кријући се у шумама. Сазнавши за директиве Комунистичке партије Југославије о подизању устанка, са другим комунистима свога краја окупља људе, саветује их да не верују усташкој власти и да прикупљају оружје. Средином јула 1941. године, с Гаћешом је било већ 30 устаника наоружаних ловачким пушкама, кубурама кремењачама и понеком војничком пушком.
Партијску одлуку донесену у шуми Абез крај Вргинмоста, 19/20. јула да се подигне устанак на Банији и Кордуну, спроводи већ 23/24. јула, када с устаницима распоређеним у три групе напада железничку станицу и општину у Грабовцу Банском. Уништава жандармеријску посаду, железничку станицу и одузима 12 пушака с муницијом. Већ у овој акцији Гаћеша је оставио снажан утисак на све борце и испољио посебну присебност у ситуацији која је настала сутрадан, бежањем народа од усташких злочина. 24. јула, окупља прву групу партизана Баније на Шамарици, код Јовина гроба. Води бригу о животу избјеглог народа из села Влаховића, Грабовца, Дреновца, Шушњара и Лушчана и у ту сврху организује рад пекара, млинова, страже, земунице и друге потребе за живот у шуми.
На конференцији војно-партијских делегата Кордуна и Баније у Петровој гори, 19/20. септембра 1941. године, Банију представља командант Васиљ Гаћеша. Истог дана примљен је и за члана КП Југославије. У септембру је из околине Сиска у Шамарицу дошла група партизана-Хрвата, што је имало изузетан значај за развитак устанка у овом крају.
Банијци су имали и први топ који је направио сеоски мајстор Симо Једнак. У нападу су увек користили своје топове, којих је, крајем 1941, било око двадесет. Васиљ Гаћеша постао је члан Главног штаба НОП одреда Хрватске октобра 1941. године, на конституитивној седници у селу Вучковићи, на Петровој гори. Са својим одредом нападао је усташко-жандармеријске и домобранске посаде у Бачуги, Гвозданском Влаховићу, Малом Грацу, Класнићу, Жровцу, Обљају, Зрињу и другим местима. Децембра 1941. године постаје командант Банијског партизанског одреда.
Посебно тешке, али успешне борбе води зими и у рано пролеће 1942. године, иако је све јединице упутио преко Уне за Босну, Васиљ с пролетерском четом и јунаком Баније, Николом Демоњом, наноси непријатељу тешке поразе на Банији. Априла 1942. године, Гаћеша је, после постављене заседе усташама у Трновцу, отишао са својим измореним, изгладнелим и промрзлим борцима у село Брубањ. Ту је у ноћи 29. априла, опкољен од усташа са једним водом бораца и после борбе прса у прса је убијен. Његово тело пренето је у Трновац, у подножје Шамарице и 1. маја 1942. године сахрањено уз почасни плотун Демоњине пролетерске чете. У знак сећања, име Васиља Гаћеше је носила Прва бригада Седме ударне банијске дивизије.
Указом Председништва Антифашистичког већа народног ослобођења Југославије (АВНОЈ), 6. децембра 1944. године, међу првим борцима Народноослободилачке војске, проглашен је за народног хероја.